# A 2024. évi nyári olimpiai játékok megnyitóünnepsége
A 2024. évi nyári olimpiai játékok megnyitóünnepségét 2024. július 26-án, közép-európai idő szerint 19:30-tól nagyjából 23:30-ig tartották Párizsban, a Szajna folyó körülbelül 6 km-es szakaszán és annak két partján. Az ünnepséget esős időben kellett megtartani, ám ez a programot szinte semennyiben nem befolyásolta.
A megnyitóünnepség során az eddig megszokottól eltérően az olimpikon nemzetek képviselői ezúttal hajókon vonultak végig a folyón. A megnyitót 12 témakörre osztották fel, amelyek mindegyik a francia nemzethez kapcsolódik, továbbá a sporthoz, az elfogadáshoz, az egyenlőség eszméjéhez és így tovább. Ezek során különböző zenés-táncos produkciók, performanszok, valamint melegfelvonulás is helyet kapott, fellépett továbbá egy revüshow-val Lady Gaga énekesnő és több francia előadó is, mint a Gojira, Aya Nakamura, Philippe Katerine és Juliette Armanet. Ezt követően Tony Estanguet valamint Thomas Bach mondták el az ünnepi beszédet, majd Emmanuel Macron francia köztársasági elnök hivatalosan is megnyitotta az olimpiát. Az olimpiai fáklya egy csuklyás, kilétét föl nem fedő női lovas segítségével érkezett meg az Eiffel-toronyhoz, ahonnét hajóval vitték tovább a Louvrehoz, többek között olyan sportolók mint Zinédine Zidane, Rafael Nadal vagy Serena Williams. A hivatalos olimpiai lángot (mely egy óriási hőlégballont formáz) végül két korábbi olimpiai bajnok, a cselgáncsozó Teddy Riner és az atléta Marie-José Pérec gyújtottak meg. Ezt követően Céline Dion énekesnő dala zárta a megnyitóünnepséget, amelyet megelőzően (a láng célba juttatásával párhuzamos) óriási lézershow előzött meg a toronyból.
Források:
- https://karpatinfo.net/2024/7/27/200083384-riner-es-perec-gyujtotta-meg-az-olimpiai-langot
- https://hvg.hu/sport/20240726_parizsi-olimpia-2024-megnyito-szajna-ceremonia-unnepseg-magyarorszag-percrol-percre-ebx
- https://www.vg.hu/kozelet/2024/07/parizs-2024-megnyito-orban-viktor